# Staraja Majna
Staraja Majna (ros. Старая Майна) – osiedle typu miejskiego w Rosji, w obwodzie uljanowskim, ośrodek administracyjny rejonu staromajńskiego. W 2010 liczyło 6521 mieszkańców.